# Formica curiosa
Formica curiosa es una especie de hormiga del género Formica, familia Formicidae. Fue descrita científicamente por Creighton en 1935.
Se distribuye por Canadá y los Estados Unidos. Se ha encontrado a elevaciones de hasta 2290 metros. Vive en microhábitats como rocas, piedras y nidos.